# Peter-Becker-Preis
Der Peter-Becker-Preis für Friedens- und Konfliktforschung war ein zwischen 2005 und 2016 von der Philipps-Universität Marburg verliehene Auszeichnung für besondere Leistungen in der Friedensforschung. Mit 10.000 Euro Hauptpreisgeld war er einer der bestdotierten deutschen sozialwissenschaftlichen Auszeichnungen. Zusätzlich wurde ein Nachwuchspreis vergeben, der mit 3000 Euro dotiert war. Der Turnus war zweijährlich. Die Verleihungszeremonie der Philipps-Universität Marburg fand regelmäßig im Januar des Folgejahrs statt.

## Zielsetzung
Stifter des Preises war der Marburger Rechtsanwalt und Autor Peter Becker. Er wollte damit Wissenschaftler geehrt sehen, die ihre Theorien in die Tat umsetzen. Aktiv sollte an zivilen Friedensprozessen gearbeitet werden, so Becker. „Frieden braucht Fachleute“ betonte Uni-Präsident Volker Nienhaus in seiner Rede zum Festakt am 10. Juni 2005: „Der Peter-Becker-Preis ist ein Zeichen für das zivil-rechtliche Engagement der Universität“.

## Preisträger
- 2005
  - Hauptpreis an Ulrich Schneckener für seine Dissertation „Auswege aus dem Bürgerkrieg“
  - Förderpreis an Simon Mason und Yakob Arsano für ihre Arbeit über Wasserkonflikte am Nil („ECONILE“-Projekt)
- 2007
  - Hauptpreis an Herbert Wulf sowohl für sein Lebenswerk als auch für sein jüngstes Buch „Internationalisierung und Privatisierung von Krieg und Frieden“
- 2008/09
  - Hauptpreis an das Projekt Peace Counts on Tour, getragen von Institut für Friedenspädagogik Tübingen, Agentur Zeitenspiegel und Culture Counts Foundation.
- 2010
  - Hauptpreis an Gavriel Salomon von der Universität Haifa, Israel, für sein Lebenswerk als Friedenswissenschaftler und Friedenspädagoge in Theorie und Praxis.
  - Förderpreis für das „Minds of Peace Experiment“ von Sapir Handelman, Harvard, das sich für die gewaltfreie Lösung von Konflikten und das Schaffen von Frieden in Palästina/Israel engagiert.
  - Förderpreis für das „Day Care Center for Arab and Jewish Children at Risk in Jaffa“, das das alltägliche Zusammentreffen von arabischen und jüdischen Risikokindern erleichtern, fördern und unterstützen will.
- 2012
  - Rama Mani, Oxford Centre for International Studies
  - Komitee für Grundrechte und Demokratie e. V.
  - Nachwuchspreis: Nina Winkler
- 2014
  - Refugee Law Clinic der Universität Gießen
  - Natasha Gill
  - Heidelberger Institut für Internationale Konfliktforschung (HIIK)
- 2016
  - Berghof Foundation Berlin
  - Clemens Ronnefeldt, Theologe
  - Özden Melis Uluğ, Sozialpsychologin (Nachwuchspreis)